# پاقلعه (ممسنی)

## پاقلعه
روستای پاقلعه در بخش دشمن زیاری شهرستان ممسنی، در فاصله ۷۳کیلومتری جنوب شرقی نورآباد ممسنی و 75 کیلومتری شمال غربی شیراز قرار دارد.  

## بافت روستا
شیب بسیار زیاد روستا باعث شده تا بافت مسکونی روستا، متراکم پلکانی باشد و جالب آنکه واحدهای مسکونی در دو طبقه ساخته شده‌اند. طبقه پایین، محل نگهداری دام و طبقه فوقانی محل سکونت افراد است. بافت اکثر خانه ها سنتی است و بر زیبایی روستا می افزاید. 
از طرفی درآمد اکثر مردم روستای پاقلعه از فعالیت‌های زراعی، دامداری و تولید صنایع دستی تأمین می‌شود. همین 3 مورد یعنی آب هوا، بافت مسکونی و نحو زندگی مردم کافی است تا پا قلعه را به عنوان یک استعداد گردشگری در منطقه عنوان کنیم. 

## قدمت روستا
پاقلعه دارای قدمت تاریخی است .این روستا تا دو سده گذشته، یکی از مکان های اتراق موقت عشایر منطقه بوده است که در اوایل دوره قاجاره به روستا تبدیل شد و نام روستا برگرفته از قلعه ایست که در نوک تپه و بالاتر از منازل مسکونی روستا واقع شده.

## دیدنیهای روستا
فراموش نکنید که در کنار این روستای زیبا، آبشاری وجود دارد که یکی از زیباترین و بلندترین آبشارهای استان فارس به شمار می رود. آب این آبشار از دو دهنه چشمه پرآب به نام خطیری و رضایی تأمین می‌شود که پس از عبور از باغ‌ها و دره‌های باصفا، با فاصله اندکی در پایین دست روستا از دیواره‌های صخره‌ایی سراریز میشود. در بالای آبشار و در اطراف روستا تپه‌های باستانی متعددی از دوره‌های مختلف تاریخی به جا مانده‌اند که قدمت طولانی سکونت انسان در این ناحیه را نشان می‌دهند. هر کس اهل ممسنی باشد نام رودخانه شش پیر را شنیده است این رودخانه در نزدیکی روستا از تنگه ای عبور می کند که با پوشش انواع درختان جنگلی ناحیه زاگرس زیبایی خاصی دارد و در پائیز و بهار فوق العاده است. چمن‌زارها و مراتع طبیعی تپه های شرق روستا، چشم‌اندازهای سحرانگیزی دارد.  آبشار پاقلعه یکی از زیباترین و بلندترین آبشارهای استان فارس است. آبشار پا قلعه که در روستای پاقلعه از توابع بخش دشمن زیاری شهرستان ممسنی، با مختصات جغرافیایی 52درجه و 1 دقیقه طول شرقی و 30درجه عرض شمالی، در فاصله 70کیلومتری جنوب شرقی نورآباد (ممسنی) و 75کیلومتری شمال غربی شیراز، در شرق رشته کوه‌های زاگرس بر روی شیب نسبتاً تندی واقع شده است. 
چشمه خطیری در شمال غرب روستا آب مورد نیاز باغ‌ها و زمین‌های زراعی روستا را تأمین می‌کند. آب این چشمه در گذشته موجب گردش سنگ آسیاب آبی بوده که آثار آن هنوز هم در نزدیکی چشمه به جا مانده است.در بالای آبشار و در اطراف روستا تپه‌های باستانی متعددی از دوره‌های مختلف تاریخی و پیش از تاریخی به جا مانده‌اند که قدمت طولانی سکونت انسان در این ناحیه را نشان می‌دهند.ارتفاع آبشار به بیش از 100متر می رسد و به زمین های اطراف آبشار جلوه جنگلی با شکوهی داده است . موسیقی این آبشار خروشان که از ارتفاع بلندی سرازیر می‌شود، فضای پیرامون آن را فرامی‌گیرد.خروش شکوهمند آبشار و طبیعت بکر پیرامون آن همراه با منظره دشت‌های پر از شقایق سردسیری، شب‌بوهای وحشی و لاله‌های واژگون، زیبایی و جلوه‌های حیرت‌آوری پدید می‌آورند. 

## آب و هوا
روستای پاقلعه در شرق رشته کوه‌های زاگرس واقع شده است قرار گرفتن در نقطه ای شیب دار آن هم در ارتفاع 1945 متری از سطح دریا باعث شده تا آب و هوای مناسبی داشته باشد به گونه ای که در بهار و تابستان معتدل و در زمستانها سرد است.

## جمعیت
این روستا در دهستان دشمن‌زیاری قرار دارد و براساس سرشماری مرکز آمار ایران در سال ۱۳۸۵، جمعیت آن ۱۵۹ نفر (۵۲خانوار) بوده‌است.

## راه های دسترسی
اگر قصد سفر به این روستا دارید از طریق شهرهای نورآباد (ممسنی)، اردکان، بیضا و شیراز از جاده های آسفالت و مناسب می توانید استفاده کنید.